# Centaurea grisebachii
Centaurea grisebachii — вид квіткових рослин айстрових (Asteraceae). Ареал: Албанія, Греція, Сербія, Косово, Північна Македонія.
Це багаторічний кущик із пурпуровими квіточками.